# Schlacht von Gondar
Die Schlacht von Culqualber - Fercaber und Gondar wurde zwischen dem 18. Oktober und dem 28. November 1941 während des Ostafrikafeldzugs zwischen italienischen Verbänden und Commonwealth-Truppen in Italienisch-Ostafrika ausgetragen. Mit dem Fall Gondars endete die italienische Kolonialherrschaft in Ostafrika.

## Hintergrund
Nach dem Verlust Britisch-Somalilands im Jahr 1940 an das faschistische Italien eröffneten die Commonwealth-Verbände Anfang 1941 vom Sudan und von Kenia aus eine Großoffensive in der Region. Die vom Mutterland isolierten italienischen Truppen zogen sich ins leichter zu verteidigende abessinische Hochland zurück. Wegen abessinischer Aufstände beschränkten sie sich dabei auf einige strategisch wichtige Gebiete. Nach dem Verlust der italienischen Verteidigungsstellungen auf dem Amba Alagi und der strategisch wichtigen eritreischen Stadt Keren war Italienisch-Ostafrika im April 1941 praktisch verloren.
Fast das ganze Jahr 1941 über hielt sich jedoch in der Region Amhara noch eine 40.000 Mann starke Streitmacht des Generals Nasi. Nördlich des Tana-Sees hatten sich seine Soldaten in einem über 3.000 Meter hohen Gebirgsmassiv verschanzt. In Gondar befand sich das italienische Hauptquartier. Die einzigen Verkehrswege, die in das Gebiet von Gondar führten, waren einerseits die von der 480 km nordöstlich gelegenen eritreischen Hauptstadt Asmara zum Uolchefit-Pass führende Straße, andererseits die vom 400 km entfernten Dessie über Debra Tabor und Culqualber nach Gondar führende Straße. Der Uolchefit-Pass wurde von 5.000 italienischen Soldaten bewacht, lag jedoch 112 km von Gondar entfernt. Die italienische Garnison dort hatte keine richtige Verbindung nach Gondar, weil das Gebiet zwischen den beiden Orten von bewaffneten abessinischen Gruppen kontrolliert wurde. Die Straße von Dessie nach Gondar war nur während der Trockenzeit befahrbar. In Debra Tabor und Culqualber kontrollierten italienische Verbände den einzigen direkten Zugang nach Gondar. Dieses Gebiet war für die italienischen Truppen einerseits gut zu verteidigen, andererseits aber sehr schlecht zu versorgen. In der zweiten Hälfte des Jahres 1941 gingen den Italienern die Vorräte dort nach und nach aus.
Ein erster britischer Versuch, Gondar zu besetzen, schlug im Mai 1941 fehl, zwei Angriffe äthiopischer Gruppen auf den Uolchefit-Pass waren ebenfalls abgewehrt worden. Daraufhin legten britische Kampfflugzeuge im Juni Debra Tabor in Schutt und Asche. Die 5000 italienischen Soldaten ergaben sich dort, ohne weiteren Widerstand zu leisten. Vier Wochen danach versuchten indische Truppen beim Uolchefit-Pass einen erneuten Angriff, der wiederum fehlschlug. Erst am 27. September besetzten südafrikanische Truppen (Union Defence Force) den Pass, den die Italiener wegen Nachschubmangel aufgeben mussten.
Gegen Ende der Regenzeit begannen die Planungen für einen Angriff auf Gondar und zu diesem Zweck führte man Verstärkungen aus Dessie heran, darunter auch die 12. afrikanische Division, die sich bei Debra Tabor festsetzte. Die Truppen, die sich auf dem Uolchefit-Pass befanden, sollten zusammen mit vier abessinischen Kampfgruppen ebenfalls am Angriff teilnehmen.

## Verlauf der Schlacht
Nach dem Verlust von Debra Tabor hatte der italienische Befehlshaber Nasi den Ort Culqualber (40 km vor Gondar) an der Zufahrtsstraße nach Gondar mit drei Bataillonen gesichert und mit einem Carabinieri-Bataillon verstärkt. Diese Bataillone bauten dort starke Verteidigungsstellungen auf. Im September begannen die Alliierten mit der Belagerung Culqualbers und der vorgeschobenen Stellungen der Carabinieri, die somit nicht mehr versorgt werden konnten.
Am 18. Oktober 1941 scheiterte eine erste Offensive auf die Höhenzüge von Lamba und Mariam am entschlossenen Widerstand der halb verdursteten Carabinieri, die zusammen mit anderen Verbänden sogar zum Gegenangriff übergingen und erhebliche Mengen an Waffen, Munition und Nachschubgütern erbeuten konnten.
In den nächsten Tagen trafen bei Culqualber gepanzerte britische Verbände ein. Daneben wurden tausende abessinische Freiwillige in von britischen Offizieren geführten Kampfgruppen zusammengefasst. Mitte Oktober forderten die Briten die Italiener in Culqualber auf, die Waffen niederzulegen, was diese ablehnten. Daraufhin begann die alliierte Artillerievorbereitung, die durch Bombardements aus der Luft ergänzt wurde. 
Ab dem 21. Oktober setzte die britische Führung alle zur Verfügung stehenden Mittel ein, um den italienischen Widerstand zu brechen. Am 2. November wurde das italienische Feldlazarett und der Friedhof von Culqualber zerstört. Am 5. November wehrte die 1. Carabinieri-Kompanie einen aus dem Süden kommenden Angriff ab. Der alliierte Hauptangriff begann am 12. November, scheiterte jedoch schon am Tag danach am Widerstand der Carabinieri-Kompanien, die mit aufgepflanztem Bajonett mehrere Gegenangriffe starteten. Nach einer eintägigen Pause flammten die Kämpfe zwischen dem 15. und dem 19. November wieder auf. In wilden Nahkämpfen schlugen die Carabinieri wieder alle Angriffe zurück, welche mit ständiger britischer Luftunterstützung geführt wurden. Allein am 18. November schossen die Italiener mit Maschinengewehren neun britische Flugzeuge ab. Am 20. November bombardierten 57 britische Kampfflugzeuge die italienischen Stellungen bei Culqualber, die zugleich von 20.000 Soldaten mit Panzerunterstützung attackiert wurden. Am 21. November gegen 03:00 Uhr morgens stürmten die Commonwealth-Truppen die Stellungen der 1. Carabinieri-Kompanie, deren Angehörige im Nahkampf mit wenigen Ausnahmen den Tod fanden. Die anderen Kompanien wurden im Lauf des Tages aufgerieben, wobei die Alliierten mehrmals bereits eingenommene Stellungen wieder aufgeben mussten. Gegen Ende des 21. Novembers war der italienische Widerstand in Culqualber jedoch gebrochen.
Mit dem Fall Culqualbers war der Weg nach Gondar frei. Südöstlich der Stadt hatten sich Mitte November bereits einige äthiopische Kampfgruppen festgesetzt. Die 26. ostafrikanische Brigade sollte Gondar von Osten aus angreifen, die 25. von Süden aus. Für weitere Angriffe standen mehrere äthiopische Kampfgruppen bereit, die von britischen Offizieren und Unteroffizieren geführt wurden.
Der Angriff begann am frühen Morgen des 27. November nach starker Artillerievorbereitung. Zwei Bataillone der 26. Brigade gerieten in ein Minenfeld und dann ins italienische Kreuzfeuer, näherten sich Gondar aber dennoch bis auf 3 km. Von dort aus unterstützten sie den aus Südwesten angreifenden Rest der Brigade und die äthiopischen Kampfgruppen. Es folgten schwere Kämpfe, die sich bis in die Nacht hineinzogen. Die äthiopischen Kampfgruppen eroberten am 28. November zwei italienische Stellungen südöstlich der Stadt und brachten dort alle Gefangenen um.
Im Süden lief der Vormarsch der 25. Brigade etwas besser. Die beiden Brigaden hatten zusammen mit den äthiopischen Kampfgruppen Gondar völlig eingekesselt. Ein Angriff britischer Panzerfahrzeuge durchbrach schließlich die italienischen Verteidigungsstellungen an der Hauptstraße. Durch diese Bresche brachen am Nachmittag des 28. Novembers Verstärkungen in die Stadt ein, woraufhin das italienische Kommando um die Einstellung der Kampfhandlungen bat.

## Folgen
Mit dem Fall Gondars endete die italienische Kolonialherrschaft in Ostafrika. Der entschiedene Widerstand auf dem Amba Alagi, in Keren und in Gondar kam zu spät und blieb ohne System. Die italienische Armee führte den Krieg in Italienisch-Ostafrika 1941 zusammenhanglos und unterließ es, an verschiedenen entscheidenden Stellen, den britischen Vormarsch schon im Vorfeld effektiver zu verzögern, um so Zeit zu gewinnen und die Truppen des Commonwealth länger in der Region zu binden. Schon im Frühjahr 1941 konnten diese größtenteils nach Nordafrika verlegt werden und dort gegen Rommels Truppen kämpfen. Dass sich die Italiener noch bis Ende November 1941 in Gondar hielten, war zwar unter anderem dafür gedacht, alliierte Verbände dort zu binden, es blieb jedoch ein Tropfen auf den heißen Stein.

## Sonstiges
Für den Einsatz in Culqualber erhielt die Truppenfahne der Carabinieri die Tapferkeitsmedaille in Gold. Das interregionale Carabinieri-Kommando in Messina trägt heute den Namen Culqualber.